# Hirado
Hirado (japanisch 平戸市, -shi) ist eine Stadt in der Präfektur Nagasaki. Sie liegt auf der gleichnamigen Insel, die inzwischen mit Kyūshū durch eine Brücke verbunden ist.

## Geschichte
In der Sengoku- und frühen Edo-Zeit war Hirado ein wichtiger Außenhandelsplatz, besonders mit dem China der Ming-Dynastie. Nachdem der Begründer der Tokugawa-Dynastie, Tokugawa Ieyasu, den Niederländern 1609 die Genehmigung zum Handel in Japan erteilt hatte, gründete die niederländische Ostindien-Kompanie (VOC) auf Hirado ihre erste Handelsniederlassung (Faktorei) in Japan. 1612 richtete Richard Cocks als Vertreter der englischen Ostindien-Kompanie in der Nähe eine englische Faktorei ein, die 1623 jedoch aus wirtschaftlichen Gründen aufgegeben wurde. Vom lokalen Fürstenhaus Matsura nur lose kontrolliert, genossen die Niederländer in Hirado ("Firando") große Bewegungsfreiheit, wurden aber 1639 von der japanischen Regierung (Tokugawa-Shogunat) zum Umzug auf die Insel Dejima in der Bucht von Nagasaki gezwungen.

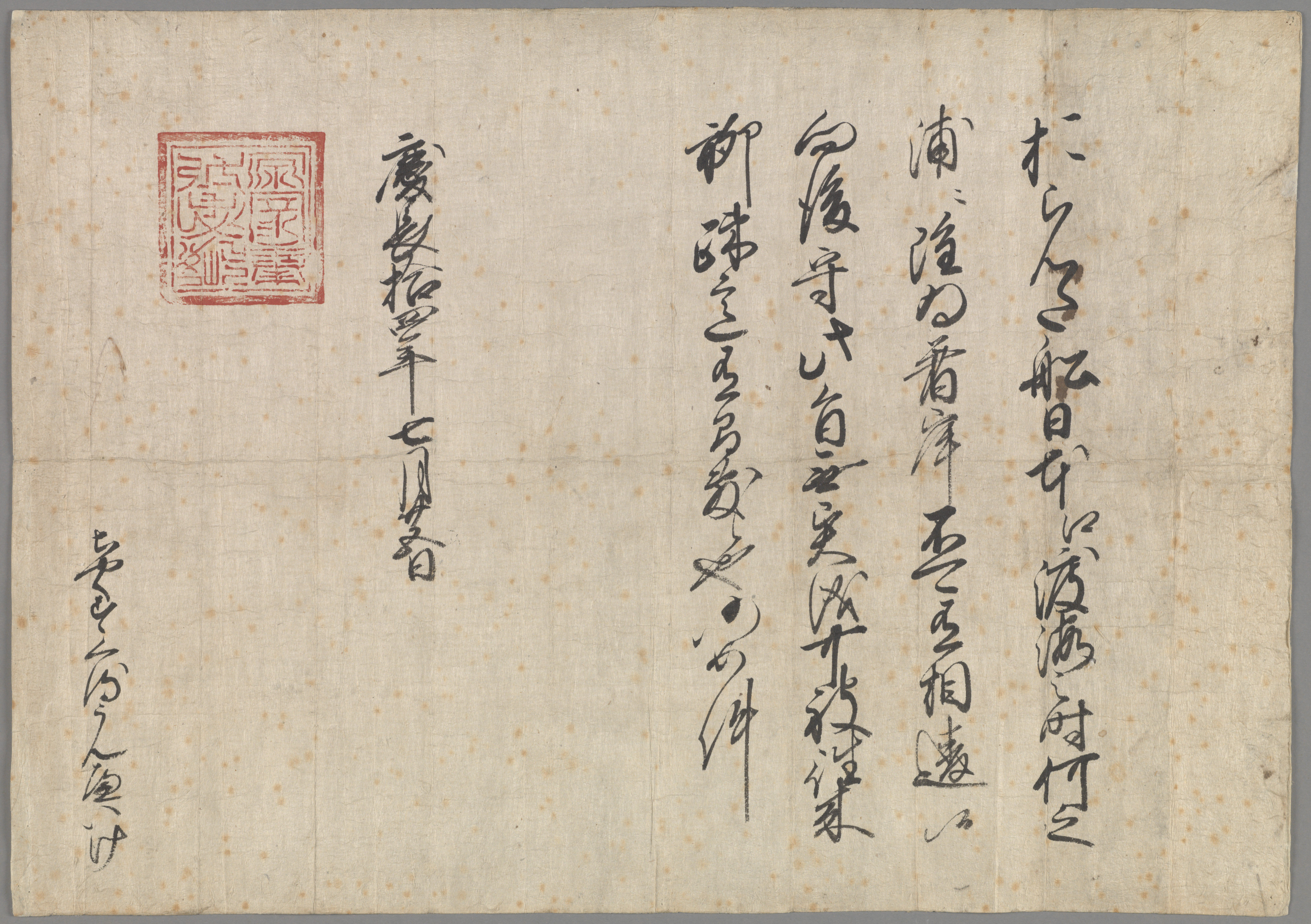
Die durch den japanischen Herrscher Tokugawa Ieyasu 1609 erteilte Handelserlaubnis (niederländisch handelspas)

Leiter der VOC-Handelsniederlassung in Hirado:
- Jacques Specx: 20. September 1609 – 28. August 1612
- Hendrick Brouwer: 28. August 1612 – 6. August 1614
- Jacques Specx: 6. August 1614 – 29. Oktober 1621
- Leonardt Camps: 29. Oktober 1621 – 21. November 1623
- Cornelis van Neyenrode: 21. November 1623–1631
- Cornelis van Neyenrode: 1631 – 31. Januar 1633
- Pieter van Sante, auch Pieter van Santen: 31. Januar 1633 – 6. September 1633
- Nicolaes Koeckebacker, auch Nicolaas Koeckebakker: 6. September 1633–1639
- François Caron: 3. Februar 1639 – 13. Februar 1641

Bis zum Ende der Edo-Zeit diente Hirado als Sitz des Lehens Hirado. Die Burg Hirado ist heute ein Wahrzeichen der Insel. Hier wie auch im Matsura-Museum sind die über zwei Jahrhunderte akkumulierten Schätze des Hauses Matsura zu sehen.

## Verkehr
- Straße:
  - Nationalstraße 204: nach Karatsu und Sasebo
  - Nationalstraße 383: nach Imari und Sasebo

## Persönlichkeiten aus Hirado
- Koxinga, auch Coxinga (1624–1662), Sohn eines Chinesen und einer Japanerin, der als Flottenführer der südlichen Ming 1662 die Niederländer aus Taiwan vertrieb.
- Inagaki Manjiro (1861–1908), Diplomat
- Suganuma Teifū (1865–1889), Wirtschaftshistoriker und Schriftsteller
- Paul Shin’ichi Itonaga (1928–2016), Altbischof von Kagoshima
- Joseph Atsumi Misue (1936–2016), römisch-katholischer Bischof von Hiroshima
- Kazuya Maekawa (* 1968), Fußballspieler
- Masafumi Terada (* 1994), Fußballspieler

## Angrenzende Städte und Gemeinden
- Matsuura
- Sasebo

## Galerie

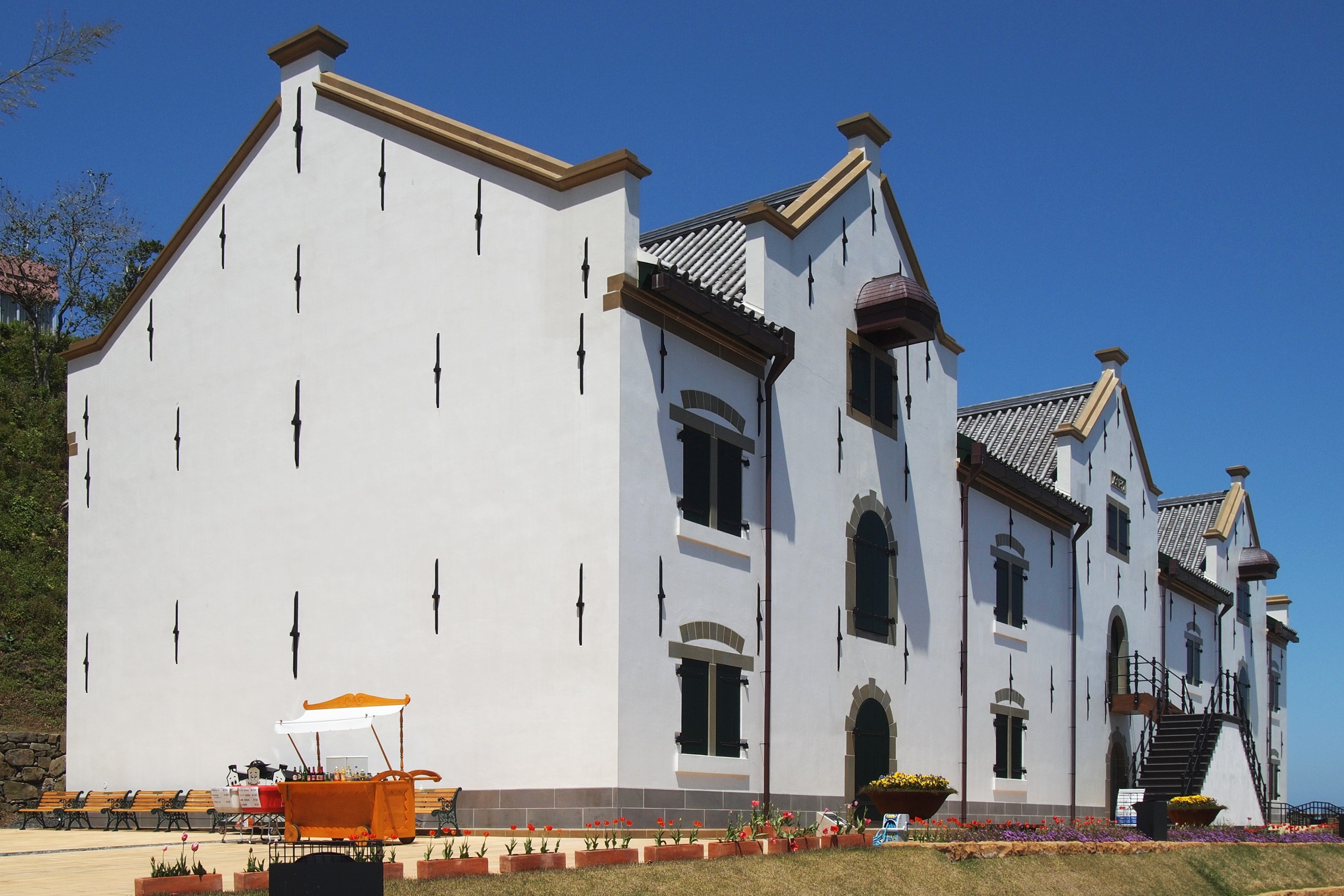
Holländisches Handelshaus
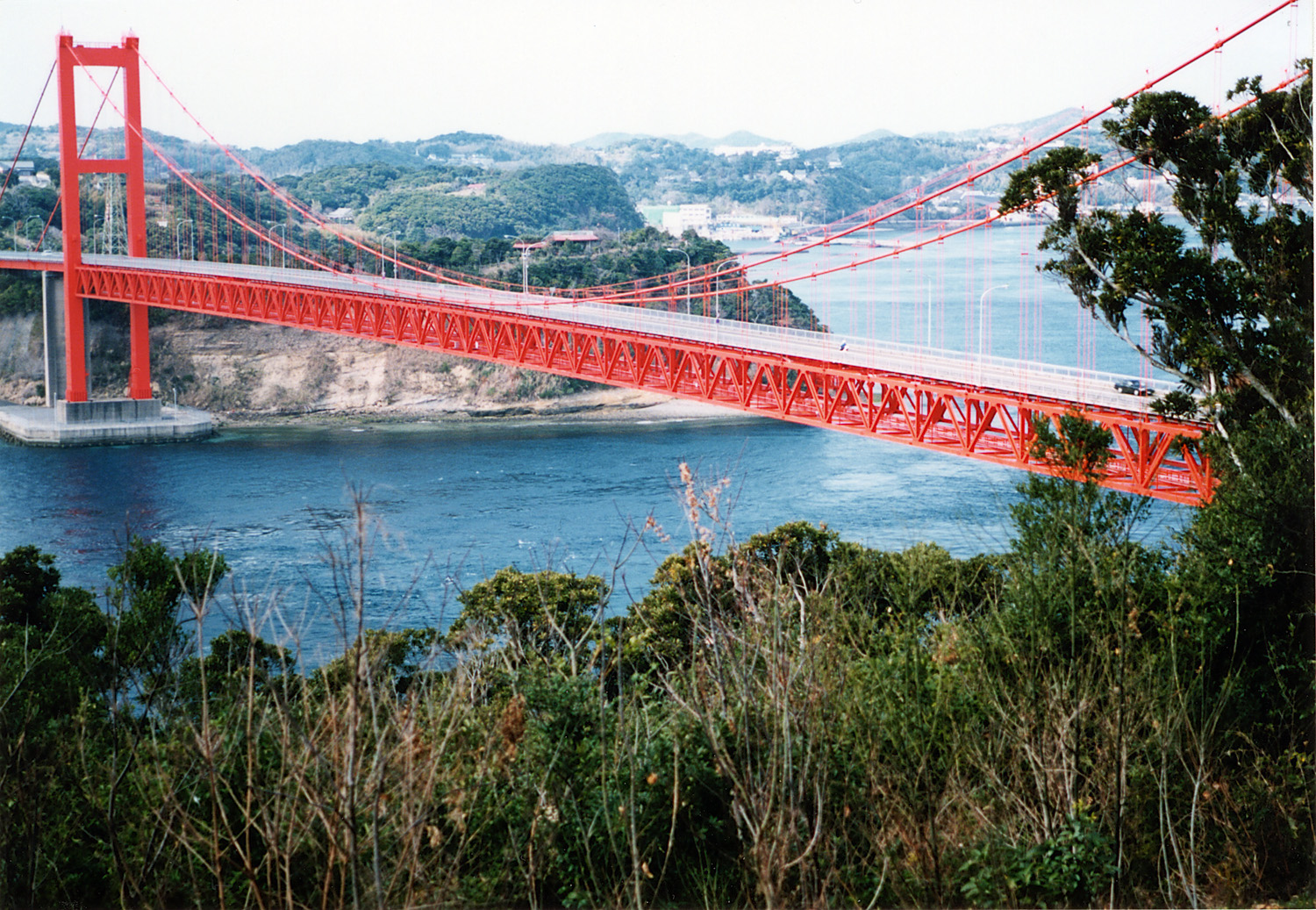
Brücke von Kyūshū nach Hirado
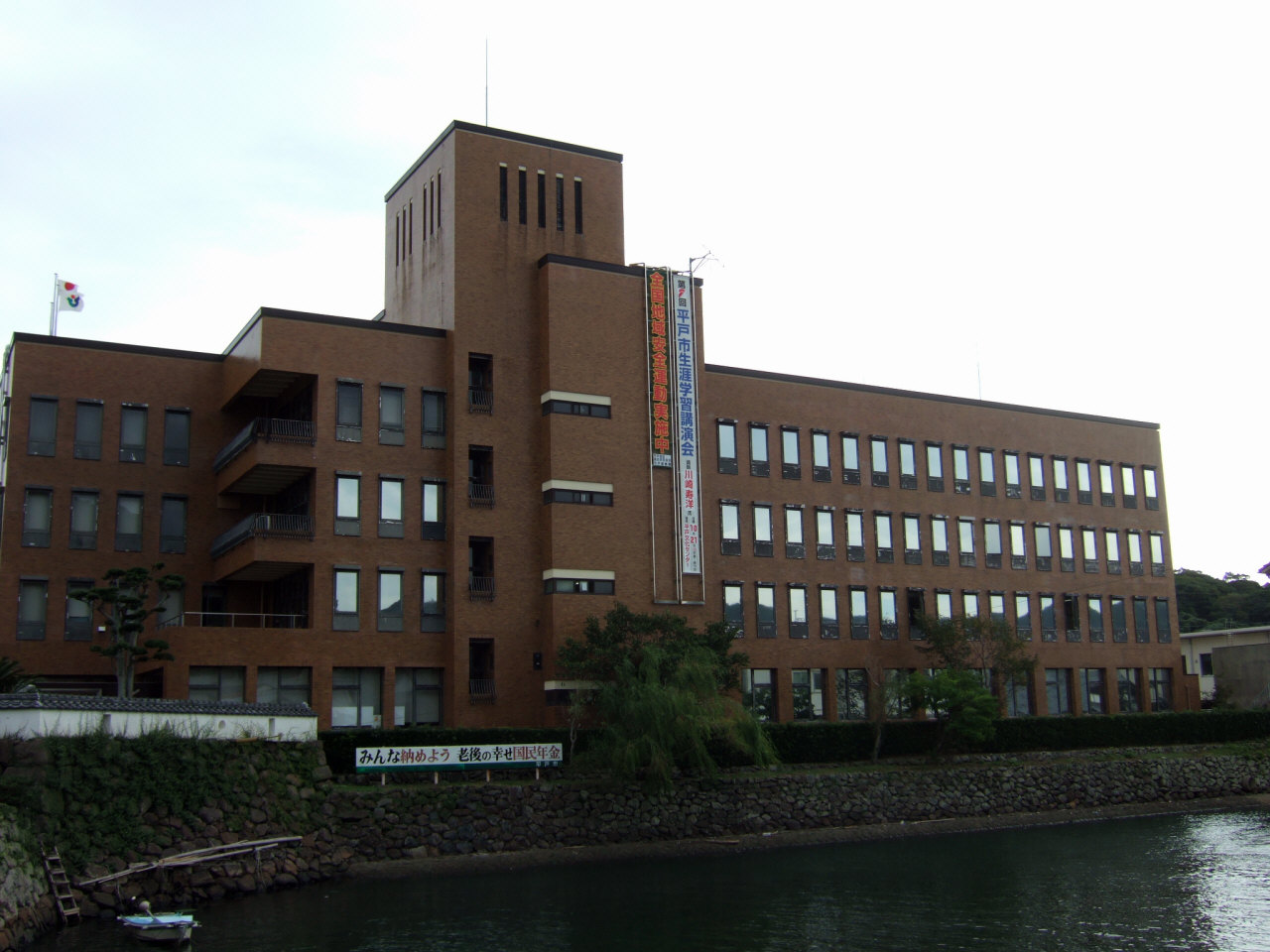
Rathaus von Hirado
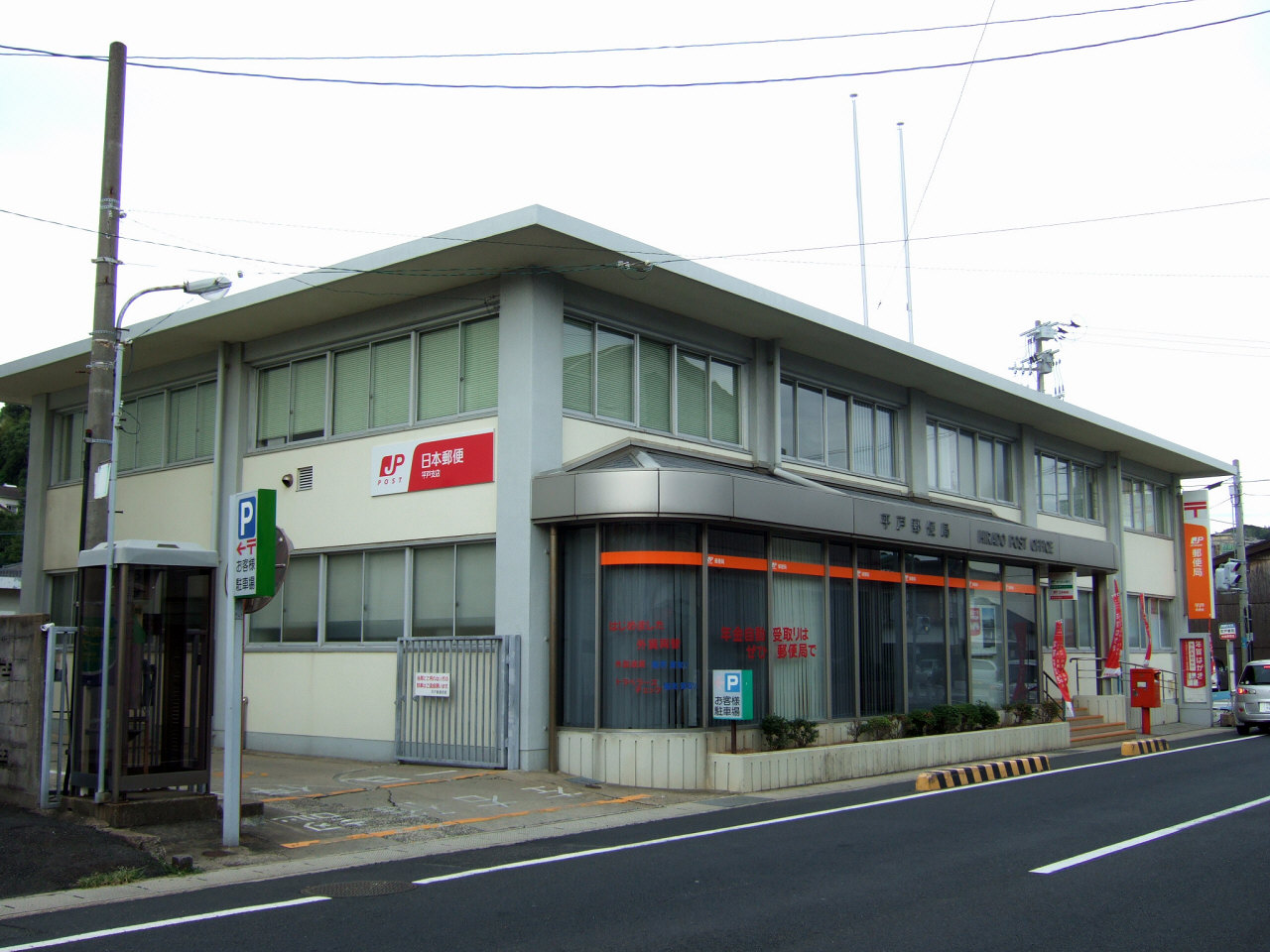
Hirado-Postamt
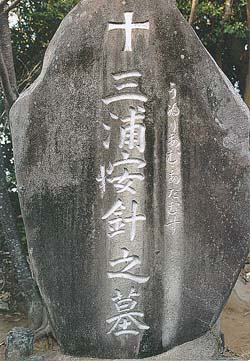
Grab des englischen Steuermanns Adams[Anm. 1]

## Anmerkung
1. ↑  William Adams (1564–1620) strandete 1600 mit dem niederländischen Schiff „De Liefde“ im Osten Kyūshūs und läutete das Zeitalter der niederländisch-japanischen Beziehungen ein.